# Термосуфозія
Термосуфозія (англ. thermosuffosion, нім. Thermo-Suffosion f) — механічне винесення тонких частинок ґрунту при його відтаванні. Приводить до просідання поверхні. Механізм формування термосуфосійних раковин у гірській породі, ґрунті вивчений у ряді робіт